# Comunidade das Beatitudes
A Comunidade das Beatitudes (por vezes chamada de Comunidade das Bem-Aventuranças) é uma congregação religiosa católica fundada pelo casal Gérard (Ephraim) e Josette Croissant em França, no ano de 1973, e que nasceu do Renovamento Carismático Católico. As suas comunidades religiosas de homens e mulheres são compostas por sacerdotes, frades e freiras, leigos consagrados e suas famílias.
Esta congregação religiosa foi aprovada pela Santa Sé.